# Municipio de Franklin (condado de Bourbon)
El municipio de Franklin (en inglés: Franklin Township) es un municipio ubicado en el condado de Bourbon en el estado estadounidense de Kansas. En el año 2010 tenía una población de 354 habitantes y una densidad poblacional de 1,91 personas por km².

## Geografía
El municipio de Franklin se encuentra ubicado en las coordenadas 37°57′53″N 95°1′7″O / 37.96472, -95.01861. Según la Oficina del Censo de los Estados Unidos, el municipio tiene una superficie total de 185.5 km², de la cual 184,42 km² corresponden a tierra firme y (0,58 %) 1,08 km² es agua.

## Demografía
Según el censo de 2010, había 354 personas residiendo en el municipio de Franklin. La densidad de población era de 1,91 hab./km². De los 354 habitantes, el municipio de Franklin estaba compuesto por el 98,59 % blancos, el 0,28 % eran afroamericanos y el 1,13 % eran de una mezcla de razas. Del total de la población el 0,85 % eran hispanos o latinos de cualquier raza.